# 세르게이 포고렐로프
세르게이 발렌티노비치 포고렐로프(러시아어: Серге́й Валенти́нович Погоре́лов, 1974년 6월 2일~2019년 4월 24일)는 러시아의 전직 핸드볼 선수로 포지션은 라이트백이다. 2000년 하계 올림픽 당시 러시아 대표팀의 일원으로 금메달을 획득했다.